# Tatiana Borodulina
Tatiana Aleksandrovna Borodulina (en russe: Татьяна Александровна Бородулина), née le 22 décembre 1984 à Omsk est une patineuse de vitesse sur piste courte russe qui a également représenté l'Australie.

## Biographie
Elle commence le patinage de vitesse sur piste courte en 1997 dans son village, où ce sport est très populaire.
En 2015, elle doit subir deux opérations au genou.

## Carrière

### Jeux olympiques de Turin
En 2005, elle décroche la médaille d'or au classement général des Championnats d'Europe, à Turin, en gagnant les trois distances individuelles.
Après les épreuves de patinage de vitesse sur piste courte aux Jeux olympiques de 2006, où elle prend une pénalité en finale du 1500 mètres, elle est temporairement bannie de l'équipe russe pour avoir été absente à un test antidopage. Elle déménage en Australie pour s'entraîner sous les ordres de la coach Ann Zhang.
En 2009, elle remporte deux manches du 500 mètres en Coupe du monde. Elle devient donc la première patineuse représentant l'Australie à gagner une médaille d'or en Coupe du monde.

### Jeux olympiques de Vancouver
En 2010, elle participe aux Jeux olympiques d'hiver de 2010 sous les couleurs australiennes. Elle arrive septième au 1000 mètres et onzième au 1500 mètres, mais ne parvient pas à se qualifier après le premier tour du 500 mètres.

### Jeux olympiques de Sotchi
En 2011, elle reprend sa nationalité russe pour préparer les Jeux olympiques de 2014.
Elle arrive en quatrième place du relais avec l'équipe russe composée d'elle-même et de Olga Belyakova, Sofia Prosvirnova et Valeriya Reznik,.

### Jeux olympiques de Pyeongchang
La Coupe du monde de short-track 2016-2017, en quatre manches, fait office de qualifications pour le patinage de vitesse sur piste courte aux Jeux olympiques de 2018.
À la première manche de la Coupe du monde, à Budapest, elle fait partie de l'équipe de relais qui obtient la médaille de bronze aux côtés des Russes Yulia Shishkina, Ekaterina Efremenkova et Sofia Prosvirnova. À la deuxième manche de la Coupe du monde, en octobre 2017 à Dordrecht, l'équipe, composée des mêmes patineuses, arrive cinquième.